# Шахта «Жданівська»
ДВАТ "Шахта «Жданівська». Входить до ДХК «Жовтеньвугілля».
Стала до ладу у 1957 р. з виробничою потужністю 780 тис.т вугілля на рік. Фактичний видобуток 3214/1404 т/добу (1990/1999). У 2003 р. видобуто 796 тис.т.
Максимальна глибина 671 м (1990—1999). Шахтне поле розкрите 8 похилими та 1 вертикальним стволом. Протяжність підземних виробок 62,1/62,8 км (1990/1999). У 1990/1999 розробляла відповідно пласти l7, l6, l4 та l7, l6, l4, l3 потужністю 1,1-1,58/1,13-1,32 м, кути падіння до 20о. Пласт l7 небезпечний щодо раптових викидів вугілля і газу.
Кількість очисних вибоїв 5/4/3, підготовчих 21/14/10 (1990/1999/2002). На виїмці застосовують комбайни 1К101 з індивід. кріпленням, підготовчі виробки проводять буровибуховими роботами.
Кількість працюючих: 2881/1999 осіб, в тому числі підземних 1936/1320 осіб (1990/1999).
Адреса: 86391, м. Жданівка, Донецької обл.